# Pseudodiamesa
Pseudodiamesa is een muggengeslacht uit de familie van de Dansmuggen (Chironomidae).

## Soorten
- P. arctica (Malloch, 1919)
- P. branickii (Nowicki, 1873)
- P. nivosa (Goetghebuer, 1928)
- P. pertinax (Garrett, 1925)
- P. stackelbergi (Goetghebuer, 1933)